# هلیوگابالئوم
هلیوگابالئوم (به انگلیسی: Elagabalium) معبدی بود که توسط امپراتور روم هلیوگابال ساخته شد و در گوشه شمال شرقی تپه پالاسیوم قرار داشت. در طول سلطنت هلیوگابال از ۲۱۸ تا ۲۲۲، هلیوگابالئوم مرکز یک فرقه مذهبی بحث‌برانگیز بود که به هلیوگابال (ایزد) اختصاص داشت، که خود امپراتور کاهن اعظم آن بود.

طرحی از هیلوگابالئوم. در پایین سمت چپ کلیسای سن سباستین قرار دارد